# Miguel Sáez Carral
Miguel Sáez Carral (Madrid, 1968) es un periodista, guionista y escritor español.

## Biografía
Estudió periodismo en la Universidad Complutense de Madrid y sus primeros trabajos fueron en la Revista de Defensa y en la Agencia EFE. Su carrera profesional como guionista comienza en Al Salir de Clase (Telecinco, 1997 – 2002) donde fue jefe de guion y ganó el premio Ondas (2001) a la mejor serie de televisión. También fue el responsable de la adaptación de la novela colombiana Sin tetas no hay paraíso para televisión en España (Telecinco, 2008 – 2009).
Creador y jefe de guion de la serie Homicidios (Telecinco, 2011) y más tarde fue responsable de la adaptación a televisión de la novela Apaches (Netflix, 2017 y Antena 3, 2018) de la que fue jefe de guion y productor ejecutivo. 
Sus últimos trabajos en televisión son La caza y Sequía (Televisión Española).

## Series
- Al salir de clase (1997)
- Sin tetas no hay paraíso (2008)
- Homicidios (2011)
- Apaches (2017)
- La caza (2019, 2021 y 2023)
- Sequía (2022)
- Ni una más (2024)
- El jardinero (2025)

## Novelas
- El tiempo de las arañas (1997. Alba Editorial)
- Apaches (2014. Editorial Planeta)
- Una mujer infiel (2018. Editorial Planeta)
- Ni una más (2021. Ediciones B, Penguin Random House)[11][12]
- El niño que perdió la guerra (2021. Audible)

## Premios
Premio Ondas. Al salir de clase. 2001